# コンクラーベ

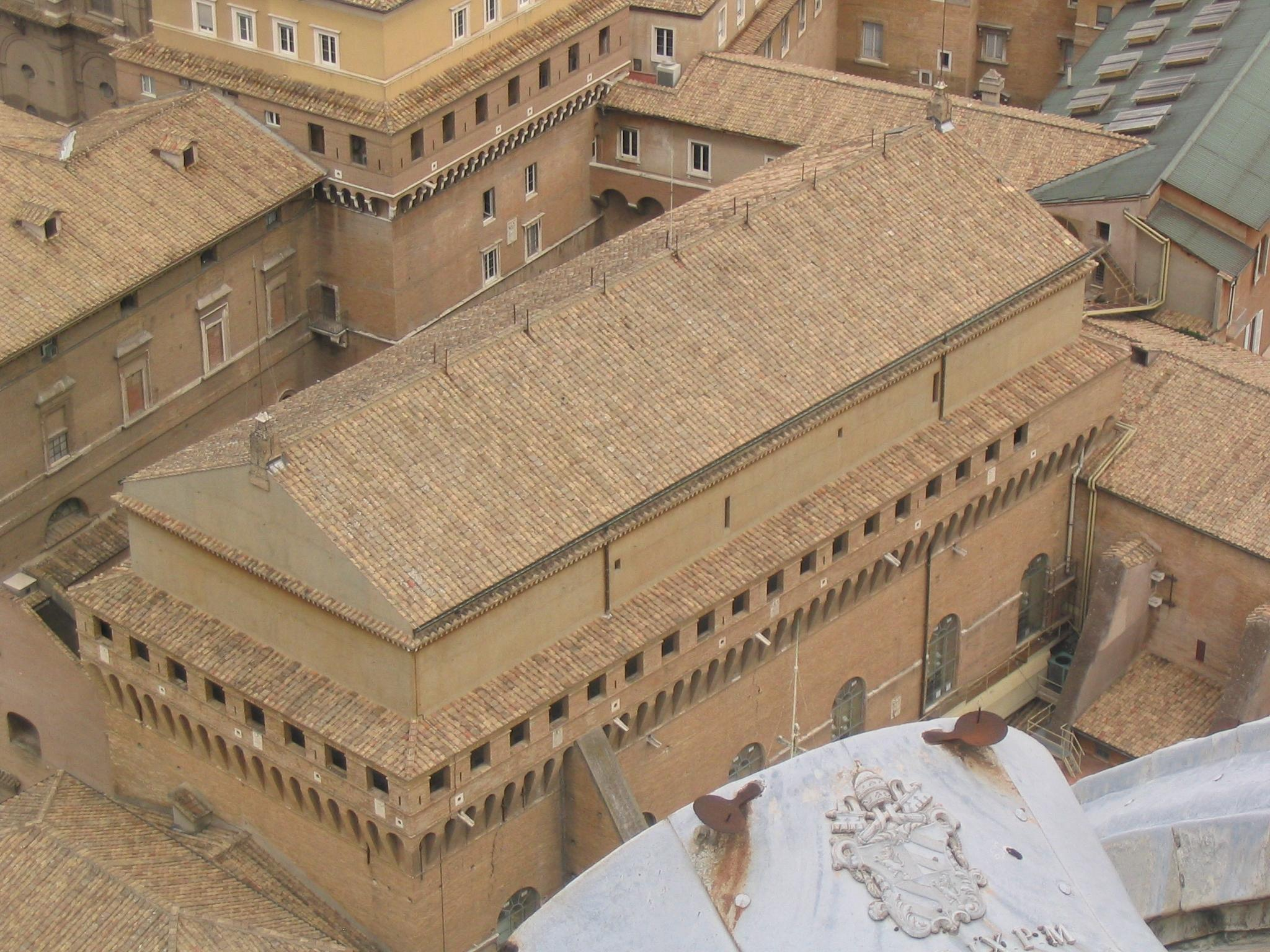
コンクラーベが行われるシスティーナ礼拝堂

コンクラーベ（羅: Conclave）とは、「教皇選挙」を意味する言葉で、全カトリック教会の最高司祭たるローマ教皇を枢機卿による投票で選出する手続きのことである。コンクラーヴェと表記する例も見られるが、日本のカトリック中央協議会ではコンクラーベと表記する。Conclave とはラテン語で “cum clave”（鍵がかかった）の意である。
このシステムは、カトリック教会の歴史の中で何世紀もかけて、他国の干渉を防止し秘密を保持するため練り上げられてきたものである。

## 歴史
歴代の教皇たちは、選挙の方法を変更することや望むなら枢機卿団を総入れ替えすることも認められていたが、後継者を指名することだけは許されなかった。
初代教会の司教たちは、その共同体の創始者によって指名されていたと考えられている。やがて、ローマやそのほかの地域で、司祭と信徒、近隣教区の司教たちが集まって司教を決定する方法がとられるようになった。教皇に選ばれる権利があるのは聖職者のみであったが、彼らには投票権は与えられなかった。その代わりに彼らには教皇を決定し承認する権利が与えられていた。司教はそのプロセスの監視の任を負っていた。教皇候補者が決定すると信徒の同意が求められ、同意を受けて新教皇が決定した。民衆が大声で同意（あるいは不同意）を示すのは古代以来のローマの習慣であった。選出の過程で不透明な部分があると候補者認可が紛糾し、対立教皇が立つというのも古代ではよくあることであった。
769年におこなわれたラテラン教会会議で正式にローマの信徒による承認が廃止されたが、862年のローマ司教会議では貴族に限ってその権利を復活させた。1059年、ニコラウス2世は教令を発し、枢機卿就任のためにローマの聖職者と信徒の同意を必要とした上で、教皇は枢機卿団から選ばれることと初めて決定した。当時は司教枢機卿たちが最初に集まって誰が次の教皇にふさわしいか討議し、話がまとまったところで司祭枢機卿・助祭枢機卿が呼ばれて投票を行うという形がとられていた。1139年、ラテラン教会会議で教皇や枢機卿の選出における信徒と下級聖職者の同意が完全に廃止された。
1059年以来、枢機卿団が教皇選出の任務を担っているが、1268年クレメンス4世死去後の教皇選挙が紛糾して3年近く空位が続いたことに怒った民衆が選挙者たちを会場から出られないように閉じ込めたという故事があり、これがコンクラーベの起源といわれる。この会議に参加した教会法学者セグシウムのヘンリクスの記録によると、早く決めないと枢機卿達の食事を制限するという住民達による脅しもあったという。現在のコンクラーベの原型は、3年近く議論が続いた直後の1274年の第2リヨン公会議での議決、グレゴリウス10世による教皇選挙の運営方法の一部を規定する規則制定に基づいている。
枢機卿団だけが教皇選出権を持つという規定は、1378年以降の教会大分裂の時代において激しい論議の的となった。フランス出身の教皇グレゴリウス11世の死後、ローマ市民はイタリア出身の教皇を要求して暴動を起こし、枢機卿団は圧迫に耐えかねてイタリア出身のウルバヌス6世を選出した。選挙に不当な圧力がかかったと感じた枢機卿団は同年、ローマを離れてフォンディへ移動し、ふたたび選挙をおこなって対立教皇を選出した。1409年のピサ教会会議はこの混乱を収拾すべく開かれたが、結局3人目の教皇を選出して事態の泥沼化を招いた。最終的に1411年から1418年にかけて開かれたコンスタンツ公会議で、2人を廃位し1人を辞任させることで混乱を収拾することに成功した。これ以降、枢機卿団のみが教皇選挙権を持つことが再確認され、公会議は教皇の権威を超えるものではないことが確認された。
枢機卿団は13世紀にはわずか7人だったこともあるが、16世紀に入って急激に拡大し、1578年まで人数は増加の一途をたどった。これを憂慮した教皇シクストゥス5世は枢機卿団の人数の上限を70名とした。20世紀までこの慣例は守られていたが、教皇ヨハネ23世がはじめてこの制限を取り払った。次の教皇パウロ6世も教皇選挙制度の改革に取り組み、80歳以上の枢機卿の教皇選挙への参加を制限、投票権を有する枢機卿の人数の上限を120人とした。これは必然的に80歳未満の枢機卿の人数の上限でもある。以後、80歳未満の枢機卿の任命は120人をなるべく超えないよう慎重に行われ、80歳未満の枢機卿が120人を下回った場合に新たな枢機卿の任命が数年に一度行われている（この規定を逆手に取って、80歳以上であっても教会への顕著な貢献のある聖職者に対して名誉的な枢機卿への任命も行われるようになった）。ただし、枢機卿団の年齢構成を考慮して、80歳未満の枢機卿の人数が120人を上回る状態も何度か発生しているが、現在までこの点が特に問題視されたことはない。
教皇選挙に関する最新の規定は、1996年のヨハネ・パウロ2世使徒憲章『ウニベルシ・ドミニ・グレギス (Universi Dominici Gregis)』（『使徒座空位と教皇選挙について』）である。この規定は新しく作られたものではなく、これまでの慣習をまとめ、時代にそぐわない部分を修正したものである。さらにベネディクト16世が2007年と2013年に自発教令を発して、いくつかの条項について改訂を行っている。以降、『ウニベルシ・ドミニ・グレギス』とは、この2本の自発教令による改訂も含むものとする。

## 選挙制度

### 教皇資格
古代において、ローマ司教（教皇）に選ばれるのは男性信徒でありさえすればよかった。しかし769年以降、聖職者にその資格が限定された。時代が経つとさらに限定されて枢機卿団のみが資格を持つことになった。1179年の第3ラテラン公会議では、再び教皇資格を一般信徒にまで広げている。1378年に選ばれたウルバヌス6世は、枢機卿団以外から教皇に選ばれた最後の人物となった。
ローマ司教といっても、イタリア人である必要はない。実際、第264代教皇ヨハネ・パウロ2世以降の教皇はすべて非イタリア人が選ばれている。現代でも、男性信徒であれば誰でも枢機卿団に選ばれる資格があることになってはいるが、実際には全員が大司教または司教から選ばれている。
女性には史上、教皇になる資格が与えられたことはない。「中世にジョアンナという女性教皇がいた」という伝説があるが、これはフィクションである。

### 投票資格
前述の通り、現行のカトリック教会の規定では、教皇選挙において投票資格を持つのは80歳未満の枢機卿に限られ、その定員は120人以内とされている。しかし、2025年4月21日にフランシスコが死去したことを受けて同年5月7日から執行された2025年ローマ教皇選挙では、投票資格を持つ80歳未満の枢機卿は135人であったが、定員の上限については特に問題とされず、健康上の理由で辞退した2人を除く133人が教皇選挙に参加した。
これにより、定員の上限に関する前述の規定は、この2025年の選挙においては有名無実化したと言える。また、この教皇選挙では、横領の疑いで有罪判決を受けた当時76歳の枢機卿が投票資格を剥奪されており、選挙への参加を認められなかった。カトリック教会の枢機卿が刑事事件を起こして投票資格を剥奪されたのは史上初のことであった。

### 選出法
かつて教皇選出には3つの方法があった。
1. 発声の満場一致による決定
  - 枢機卿たちがいっせいに新教皇の名前をあげて満場一致した場合に、その結果を聖霊の働きによるものとして承認する方法。
2. 1.が出来なかった場合の、妥協による決定
  - 選挙が泥沼化しそうだと判断した場合、枢機卿団の中から選挙委員会を選び出して選出を主導してもらう方法。
3. 投票による決定
  - 今の教皇選挙として理解されているもので、全枢機卿が匿名投票を繰り返して教皇を選び出す方法。

ちなみに、発声による満場一致で選ばれた最後の教皇は1621年選出のグレゴリウス15世であり、選挙委員会の主導という方法で選ばれた最後の教皇は1316年選出のヨハネス22世である。
ヨハネ・パウロ2世は機能せずに形骸化していた二つの方法を正式に廃止して、投票による決定のみとした。

### 得票数
1179年までは投票者の過半数をとれば教皇に選出されていたが、第3ラテラン公会議は投票の3分の2以上の得票を得ることを条件とした。教皇選挙では自分の名前を書くことは認められない。教皇選挙では投票の匿名性を守りながら、同時に自分自身への投票を防ぐ巧みなシステムが作り上げられてきた。ピウス12世は、必要な得票数を3分の2＋1票と改めた。ヨハネ・パウロ2世はシステムをさらに改め、再び必要数を3分の2以上（参加者数が3で割り切れない場合は1票加算）とし、さらに自分への投票を認め、一定回数の投票でも決まらないときには、首席枢機卿のイニシアティブにより、必要な得票数を変更できるようにした。しかしベネディクト16世は2007年にこの得票数変更可能規定を廃止する修正を行った。よって現在ではいかなる場合でも3分の2以上の得票が必須である。3分の2以上の票を獲得するのは紛糾しないためである。

### 場所
コンクラーベは、バチカン市国にあるバチカン宮殿内のシスティーナ礼拝堂（1483年聖別）でおこなわれる。
1978年10月のコンクラーベまでは、投票を行う枢機卿たちはシスティーナ礼拝堂内に閉じ込められ、新教皇が選出されるまでは礼拝堂から出ることを禁じられていたが、2005年のコンクラーベからは廃止された。枢機卿団はかつてのようにシスティーナ礼拝堂に缶詰にされることはなく、ヨハネ・パウロ2世によってバチカンに新築されたサン・マルタ館という宿舎で生活しながら、システィーナ礼拝堂に投票に赴くことに改められた。彼らはバチカンの庭を散策することもできるようになったが、新聞社やテレビ局などのマスコミと連絡を取ることはもちろん、外部へ手紙を出したり電話をかけることも厳しく禁じられる。またこの改革に伴い、選挙期間中のバチカンの立入禁止区域が拡張されている。
コンクラーベに参加する枢機卿たちは、新教皇の選出に至るまでの経緯について外部に情報を漏らすことを厳しく禁じられており、これに違反した者は教会から破門される決まりになっている。しかし、実際には匿名でマスコミに情報を提供する枢機卿もおり、新教皇の選出までに枢機卿たちの間でどのような話し合いが行われたか、新教皇が何票の得票数で選出されたかなどの情報が、時おり新聞やテレビなどで報道されることがある。

### 食事
1274年に決められたルールによると、3日までに決められなければ、1日1食に食事を減らし、8日以降はパンと水のみにするとされていた。1300年代半ばのクレメンス6世の時代に緩和され、スープ、魚、肉、卵のメインディッシュ、チーズやフルーツを含むデザートからなる3品の食事が許された。
コンクラーベ中の食事についての記録は、16世紀に教皇ピウス4世とピウス5世に仕えた料理人バルトロメオ・スカッピの著書『Opera Dell'Arte del Cucinare』にあり、この中で密告や毒殺などが無いようイタリア人とスイス人の警備員の立ち合いや毒見役を経て提供される料理など徹底的な監視体制についても記されている。蓋つきのパイ、鳥の丸焼きは禁止され、飲み物は全て透明な瓶で提供され、ナプキンは畳まれず開いた状態で運ばれた。

## 現代のコンクラーベの手順

### 概説
以下は『ウニベルシ・ドミニ・グレギス』に基づく。
司教枢機卿の一人である首席枢機卿には、教皇選挙におけるいくつかの役割が与えられている。もし首席枢機卿が年齢制限によって選挙に参加しない場合は次席枢機卿がその役割を果たす。次席枢機卿も参加しない場合は司教枢機卿の中で最古参の人物がそれをおこなう。ただしこの制限は教皇選挙本番に限られ、事前の枢機卿会議は（本人の健康に問題があるなどの場合を除いて）参加する。
枢機卿団の規模自体がそれほど大きくないため、もっと多い人数の中から教皇を選ぶべきではないかという意見もある。たとえばある意見は現在のように枢機卿団に選挙をゆだねるのではなく、司教会議にゆだねたほうがいいという意見もある。しかし、現在の規定では司教会議を招集できるのは教皇のみである。『ウニベルシ・ドミニ・グレギス』では司教会議のみならず、公会議ですら、教皇逝去にともなう使徒座空位時には一旦休会し、新教皇による再開の指示を待たねばならないとしている。
具体的な選挙手順・祈りのことば・所作などについては、参加した枢機卿にイタリア語とラテン語で書かれたマニュアルが配布されるが、選挙が始まる前に知ることができない。2025年のコンクラーベでは、参加した日本人枢機卿の前田万葉や菊地功、新教皇に選出されたロバート・フランシス・プレヴォストら一部の枢機卿が事前に映画『教皇選挙』を鑑賞し、参考としたことが報じられている。なお、菊地功の手記によると、『教皇選挙』の内容は実際とは異なる部分が多かったとしており、2025年のコンクラーベでは具体的な指示はイタリア語で出されていたという。
以後、使徒座空位の発生条件、すなわち「教皇の逝去」または「教皇の辞任」のケースごとに説明し、その後は共通となるコンクラーベ本番について述べる。

### 教皇の逝去から選挙まで
教皇の逝去にはカメルレンゴといわれる枢機卿が立ち会う。カメルレンゴとは教皇が生前、指名しておいた枢機卿であり、教皇不在時に指示を出す役割を持っている。教皇が逝去したと判断されると、カメルレンゴが銀のハンマーで教皇のひたいを静かに叩き、洗礼名で数回呼んで、反応がないことを確認した上で、死を確認するという儀式がおこなわれていたが、20世紀に入ってからはおこなわれたことがない。『ウニベルシ・ドミニ・グレギス』では、単に教皇庁儀典長と聖職者団の代表、教皇秘書、使徒団の団長など80歳以下の高位聖職者が立ち会って確認をおこなうことだけを求めている。なお、ヨハネ・パウロ2世の死去のときは臨終後に心電図を20分間計測することで死の確認をとった。
カメルレンゴは教皇の死の確認を終えると、元漁師であった聖ペトロにちなんで「漁夫の指輪」と呼ばれる教皇指輪を教皇の指から外し、枢機卿団の前でそれを破壊していた。「漁夫の指輪」には教皇が文書に押す印章（インタリオリング - 指輪印）が付いており、これが教皇の死後に他者の手で不正に使用されることを防ぐためである。『ウニベルシ・ドミニ・グレギス』では書簡用の鉛印とともに破棄を求めており、2025年のコンクラーベの際は4月16日の枢機卿会議にて鉛印ともども破壊されている。
教皇の逝去が発表されると、枢機卿団が全員集合して会合を開き、教皇選挙にいたる日程を決定する。この会合には80歳以上の枢機卿は参加しなくても良いが、希望するなら参加することができる。教皇葬儀は死後4日から6日の間におこなわれる。その後、教皇庁全体が9日間の喪に服する。これをラテン語で九日を意味するノヴェンディアレスという。この間も枢機卿団の会合は毎日行われる。教皇選挙は通常、教皇の死後15日以降におこなわれる。全枢機卿がそろわない場合、選挙の実施を最高で20日まで伸ばすことが出来る。

### 教皇の辞任から選挙まで
教会法には教皇の生前辞任が認められているが、実際には教皇が生前に辞任する事態はほとんど起こっていない。しかし、2013年2月11日、ベネディクト16世が通常枢機卿会議で「自由な信仰により公に」2013年2月28日午後8時（中央ヨーロッパ時間）を以って辞任することを表明した（ベネディクト16世の辞任）。これにより719年ぶりに教皇の生前辞任を要件とするコンクラーベが開催されることになった。
ベネディクト16世が辞任を表明するときに「2013年2月28日午後8時を以って、聖ペテロの後継者の聖座は空位となり（使徒座空位の発生）、枢機卿団が新しい教皇を選ぶでしょう」と述べている。そのため、あらかじめ宣言した辞任の日時までは教皇は通常の聖務を行うが、辞任の日時到来後は使徒座空位となり聖ペテロの後継者の身分を失った前教皇はコンクラーベが終わるまではあらゆる移動、発言、面会はしない。
使徒座空位となったあとは逝去時同様、教会はカメルレンゴと枢機卿団の共同管理下に入り、辞任した教皇の印璽のある指輪は破壊される。辞任した教皇が存命のままであるので、当然ながら9日間の服喪はない。選挙開始の日程決定の規則は逝去前提であったため、ベネディクト16世は同年2月22日に、（参加予定の）全有権枢機卿が集まれば前倒しを可能とする規定の追加を行った。そして3月8日、枢機卿会議内で行われた投票により、3月12日よりコンクラーベが開催されることが決定された。先の改正規則の適用で3日前倒しされる形となった。

### 選挙開始
選挙当日の朝、（選挙権のない者も含めた）枢機卿団はサン・ピエトロ大聖堂に集まってミサをささげる。午後、有権枢機卿たちはバチカン宮殿内のパウロ礼拝堂に集合して、そこから聖霊の助けを願う歌である「ヴェニ・クレアトール」を歌ってシスティーナ礼拝堂へと移動する。現代ではこの行列はテレビ中継される。礼拝堂に到着すると、首席枢機卿の先導のもとに宣誓文がとなえられる。宣誓の内容は、もし自分が選出された場合聖座の自由を守ること、選挙の秘密を守ること、投票において外部の圧力を受けないことである。続いて枢機卿は一人ずつ福音書に手を置き、以下の宣誓を行う。名前はラテン語化して行う。
| Et ego N. Cardinalis N. spondeo, voveo ac iuro: Sic me Deus adiuvet et haec Sancta Dei Evangelia, quae manu mea tango. 而して我、枢機卿N.N.は茲に約束し、誓いを立てる。而して神と茲に我が手を置く神聖なる福音書よ、我を助けたまえ。 |

宣誓が終わると、教皇庁儀典長の「全員退去（Extra omnes）」の宣言とともに、儀典長と講話を行う聖職者を除き、枢機卿団以外は礼拝堂から退出する。退出を見届けた儀典長は入り口に進んで内側から鍵をかける。テレビ中継はここで終わる。
続いて講話者が残った枢機卿団に向かって現代の教会が抱える問題と新教皇に求められる資質についての講話をおこなう。講話が終わると儀典長と講話者は退室し、枢機卿団のみが残る。首席枢機卿の主導のもとに祈りをとなえ、選挙の方法に疑問点がないか確認される。疑問がなければ選挙が始められる。投票の開始に間に合わなかった枢機卿は当該選挙に参加することができない。
選挙中に病気によって体調が悪化した場合は退室することができる。その場合は回復してから選挙にもどることができる。『ウニベルシ・ドミニ・グレギス』では病気のために礼拝堂へいけない者のための不在者投票システムも整備され、聖マルタ館の自室で投票をすることができ、その際の代理投票も一定の手続きの下に認められている。しかし病気以外の理由で退室した場合は以後の選挙に参加することはできない。
枢機卿団以外で教皇選挙中に枢機卿たちにかかわることができるのは、枢機卿団の秘書、教皇庁儀典長、儀式長、香部屋係、各国語での告解が聞ける数人の司祭、二人の医師、枢機卿団の食事の世話や清掃をおこなう係の者たちのみである。枢機卿だけでなくスタッフ全員が選挙の進行や内容について重大な守秘義務を負っており、事前に（枢機卿たちとは別途にカメルレンゴに対して）宣誓を行う。特に枢機卿団は外部との接触を厳重に禁じられる。『ウニベルシ・ドミニ・グレギス』では特に新聞やテレビなどのメディアと絶対接触しないよう念を押している。実際、2005年のコンクラーベからは枢機卿団の宿舎である聖マルタ館の電話やインターネット回線が切断され、聖マルタ館とシスティーナ礼拝堂には、携帯電話使用や盗聴を防止するためのジャミングが流されるなど電子的にも厳戒態勢がしかれるようになった。2025年5月には、サン・ピエトロ広場を除くバチカン領内全域の携帯通信信号の送信システムを遮断する。電子的な腕時計も没収されるが、2025年のコンクラーベに参加した枢機卿から時間が分からないとクレームがあったことから、電池式の目覚まし時計が大量に用意された。

### 投票
投票は所定の用紙に無記名で行われ、投票者自らが手書きで記入し容器に入れる事としている。第1日目の午後、最初の投票がおこなわれる。この第1回の投票で決まらなかった場合、2日目以降からは1日午前2回、午後2回の計4回の投票がおこなわれる。3日目になっても決まらない場合は、1日投票のない日が入り、祈りと助祭枢機卿の最年長者による講話がおこなわれる。さらに7回の投票がおこなわれて決まらない場合、再び無投票の日が入り、今度は司祭枢機卿の最年長者が講話をおこなう。さらに7回の投票によっても決まらない場合も、同じようなプロセスが繰り返され、今度は司教枢機卿の年長者が講話をおこなう。さらに7度の投票によっても決まらない場合は、最後の投票で最多得票を得た上位2名の候補者による決選投票に移行する。決選投票に候補者たちは加わることができない。

### 決定と受諾

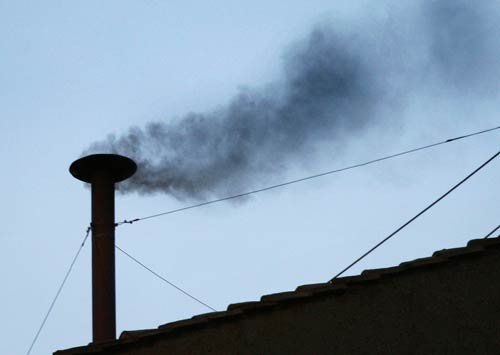
システィーナ礼拝堂の煙突からの「黒い煙 (Fumata nera)」。「ローマの司教は選ばれず」を意味する。

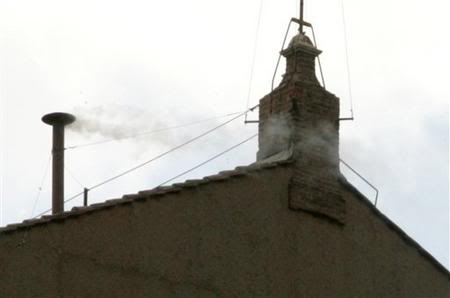
システィーナ礼拝堂の煙突からの「白い煙 (Fumata bianca)」。「枢機卿団によりて、ローマの司教は選ばれり」を意味する（写真はヨーゼフ・ラツィンガー枢機卿を教皇に選出した2005年のコンクラーベのもの）。

それぞれの投票後には、票の集計・数の検査・投票用紙の焼却が行われる。ただし用紙焼却は午前午後それぞれ2回目の投票後に行われ、1回目の時点で決まらなければそのまま再度投票が行われる。投票用紙の焼却の際には特殊な薬品を混ぜて、新教皇がまだ決まらない場合には礼拝堂の煙突から黒い煙を出し、新教皇が決まった場合には白い煙を出して外部への合図とする。過去には未決の場合湿らせたわらを混入し燃やして黒い煙を出すようにしていたが、ヨハネ・パウロ1世を選出した1978年8月の教皇選挙で黒とも白ともつかない灰色の煙が出て情報が混乱したことがあった。そのため明確に色付けする目的で、黒煙の場合は過塩素酸カリウム・アントラセン・硫黄の化合物を、白煙の場合は塩素酸カリウムや乳糖、松脂の混合物を投票用紙に混ぜて燃やすようになり、さらにベネディクト16世を選出した2005年の教皇選挙からは、新教皇が決まった場合、白い煙が出た直後にサン・ピエトロ大聖堂の鐘を鳴らして正式な合図とすることになった。
投票によって、ある枢機卿が必要な票数を獲得すると、礼拝堂内に枢機卿団秘書と教皇庁儀典長が呼び入れられる。首席枢機卿は候補者に対し、教皇位を受諾するかどうか尋ねる。もし、候補者が受諾し、すでに司教であるなら、その時点で教皇位を受けることになる。もし司祭であるなら、首席枢機卿が司教叙階をおこなった上で、教皇位を受ける。信徒が選ばれた場合は、首席枢機卿が司祭叙階した上で司教叙階をおこなう。
535年以来、教皇に選出された者は、就任時に自身の教皇名を自ら決める慣習になっている。
新教皇はあらかじめ用意されていた3つのサイズの白衣の中から自分の体に合うものを選んで身にまとう。そこで枢機卿団が待機している礼拝堂に戻り、カメルレンゴから新しい「漁師の指輪」を受け取り、祭壇近くにすえられた椅子について枢機卿団一人一人からの敬意の表明を受ける。
次に助祭枢機卿の最年長者がサン・ピエトロ大聖堂の広場を見下ろすバルコニーに出て、ラテン語で新教皇の決定を発表する（「アベムス・パパム（我ら教皇を得たり）」）。そして新教皇がバルコニーにあらわれて、「ウルビ・エト・オルビ」（Urbi et Orbi、「ローマと世界へ」の意）ではじまる在位最初の祝福を与える。かつて教皇は教皇冠を受けていたが、ヨハネ・パウロ1世によってこの戴冠式は廃止されている。

## フィクション
- ローマ法王の休日 - コンクラーベを題材にしたコメディ映画。
- 天使と悪魔 - コンクラーベをも背景として物語が進行する小説・映画。
- ゴルゴ13 - 第384話「新法王の条件」（1999年4月発表、SPコミックス第132巻に収録）にて、バチカン市国とコンクラーベを舞台に「史上初のアフリカ出身の法王なるか」や、1981年のヨハネ・パウロ2世[注釈 1]の暗殺未遂事件（英語版）にも言及している。
- コンクラーベ  天使と悪魔 - ピウス2世が選出された1458年のコンクラーベを題材にした映画。
- 教皇選挙 (映画) - コンクラーベを題材にした映画。上記のように、2025年のコンクラーベに参加した枢機卿の一部が事前に鑑賞していたことが報じられている[7][8]。